# Arrondissement de Lambaye

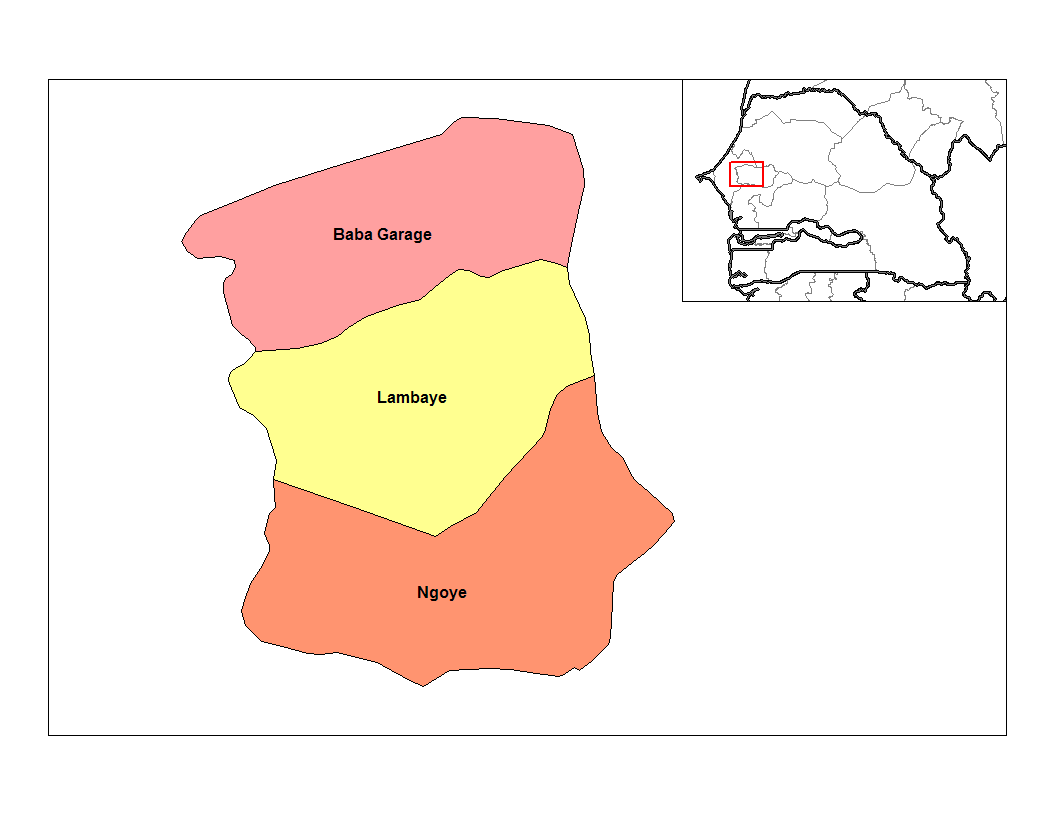
Carte des arrondissements du département de Bambey. L'arrondissement de Lambaye est au centre.

L'arrondissement de Lambaye est l'un des arrondissements du Sénégal. Il est situé au centre du département de Bambey, dans la région de Diourbel.
Il compte quatre communautés rurales :
- Communauté rurale de Lambaye
- Communauté rurale de Réfane
- Communauté rurale de Gawane
- Communauté rurale de Ngogom

Son chef-lieu est Lambaye.